# Cnidoscolus megacanthus
Cnidoscolus megacanthus là một loài thực vật có hoa trong họ Đại kích. Loài này được Breckon ex Fern.Casas mô tả khoa học đầu tiên năm 2008.